# Smith Island
Smith Island és una concentració de població designada pel cens dels Estats Units a l'estat de Maryland. Segons el cens del 2000 tenia 364 habitants.

## Demografia
Segons el cens del 2000, Smith Island tenia 364 habitants, 167 habitatges, i 112 famílies. La densitat de població era de 31,6 habitants per km².
Dels 167 habitatges en un 19,2% hi vivien nens de menys de 18 anys, en un 60,5% hi vivien parelles casades, en un 4,2% dones solteres, i en un 32,9% no eren unitats familiars. En el 29,3% dels habitatges hi vivien persones soles el 16,8% de les quals corresponia a persones de 65 anys o més que vivien soles. El nombre mitjà de persones vivint en cada habitatge era de 2,18 i el nombre mitjà de persones que vivien en cada família era de 2,69.
Per edats la població es repartia de la següent manera: un 14,6% tenia menys de 18 anys, un 5,5% entre 18 i 24, un 22,3% entre 25 i 44, un 34,6% de 45 a 60 i un 23,1% 65 anys o més.
L'edat mediana era de 50 anys. Per cada 100 dones de 18 o més anys hi havia 96,8 homes.
La renda mediana per habitatge era de 26.324 $ i la renda mediana per família de 29.375 $. Els homes tenien una renda mediana de 26.250 $ mentre que les dones 28.750 $. La renda per capita de la població era de 23.996 $. Entorn del 14,4% de les famílies i el 22,1% de la població estaven per davall del llindar de pobresa.

## Poblacions més properes
El següent diagrama mostra les poblacions més properes.